# Flash Nieuwleusen
Flash Nieuwleusen is een Nederlandse volleybalvereniging uit Nieuwleusen. Met ruim 400 leden is de vereniging een van de grotere in Nederland. Het eerste damesteam komt uit in de Eerste Divisie A en het eerste herenteam komt uit in de Tweede Divisie B.